# Mill (Cameroun)
Pour les articles homonymes, voir Mill.
Mill est un village du Cameroun situé dans la région du Sud et le département de l'Océan, sur la route qui relie Lolodorf à Éséka. Il fait partie de la commune de Lolodorf.

## Population
En 1966, la population était de 125 habitants, principalement des Ngoumba. Lors du recensement de 2005, on y dénombrait 206 personnes.